# Olivier Elima

a Compétitions nationales et continentales officielles uniquement.

b Matchs officiels uniquement.
Olivier Elima, né le 19 mai 1983 à Bias, est un joueur de rugby à XIII international français au poste de deuxième ligne ou de pilier, devenu entraîneur.
Formé à Bias XIII, Olivier Elima part à dix-neuf ans en Angleterre pour disputer la Super League. Après une saison aux Castleford Tigers en 2002, il joue cinq saisons aux Wakefield Trinity Wildcats y disputant près de cent rencontres. Il revient en France en 2008 jouer aux Dragons Catalans trois années, puis joue deux ans aux Bradford Bulls pour terminer sa carrière en retournant aux Dragons Catalans jusqu'en 2016 et y prenant le rôle de capitaine.
Parallèlement, Olivier Elima est un titulaire dans les avants de l'équipe de France de 2004 à 2013 comptant vingt-neuf sélections, devant capitaine et prenant part à deux participations à la Coupe du monde en 2008 et 2013, disputant un quart-de-finale lors de cette dernière.
Après sa carrière sportive, il se réoriente vers le rôle d'entraîneur, prenant en charge Palau durant quatre saisons, et exerce comme viticulteur dans les Fenouillèdes.

## Biographie
A 26 ans, le joueur compte déjà vingt-cinq sélections en équipe de France, équipe dont il deviendra le capitaine. 
Bien que le joueur a fait les beaux jours des Dragons catalans en tant que joueur, plus tard, alors qu'il est entraineur de Palau, il n'hésite pas à les critiquer pour leurs méthodes, au moment du transfert manqué d'Arnaud Barthès en 2018 : alors que ce dernier avait signé à Palau, Olivier Elima les accuse d'avoir« bloqué [le transfert]  pour le faire revenir quand ils se sont rendu compte qu’ils allaient être juste devant ».
Fin des années 2010, l'ancien joueur mais toujours entraîneur du club de Palau poursuit parallèlement une activité de viticulteur : la crise du Covid-19 a un  impact sur son entreprise. 

## Palmarès

### Statistiques en Super league
| Saison | Club                       | Championnat  | Matchs | Essais | Transf. | Drops | Carton jaune | Carton rouge | Points |
| ------ | -------------------------- | ------------ | ------ | ------ | ------- | ----- | ------------ | ------------ | ------ |
| 2002   | Castleford Tigers          | Super League | 1      | 1      | 0       | 0     | 0            | 0            | 4      |
| 2003   | Wakefield Trinity Wildcats | Super League | 6      | 0      | 0       | 0     | 0            | 0            | 0      |
| 2004   | Wakefield Trinity Wildcats | Super League | 19     | 3      | 0       | 0     | 0            | 0            | 12     |
| 2005   | Wakefield Trinity Wildcats | Super League | 21     | 7      | 0       | 0     | 0            | 0            | 28     |
| 2006   | Wakefield Trinity Wildcats | Super League | 19     | 1      | 0       | 0     | 1            | 0            | 4      |
| 2007   | Wakefield Trinity Wildcats | Super League | 21     | 2      | 0       | 0     | 2            | 0            | 8      |
| 2008   | Dragons Catalans           | Super League | 13     | 7      | 0       | 0     | 0            | 0            | 28     |
| 2009   | Dragons Catalans           | Super League | 28     | 17     | 0       | 0     | 0            | 0            | 68     |
| 2010   | Dragons Catalans           | Super League | -      | -      | -       | -     | -            | -            | -      |
| TOTAL  | TOTAL                      | TOTAL        | 128    | 38     | 0       | 0     | 3            | 0            | 152    |